# دين الإله الأعلى
دين الاله الأعلى شكل من اشكال الدين الربوبي تأسس في فرنسا على يد ماكسميليان روبسبيار خلال الثورة الفرنسية كان الهدف من هذا الدين ان يصبح دين الدولة للجمهورية الفرنسية الجديدة و تم استبداله ب الكاثوليكية الرومانية و كان منافسه دين العقل.فقد هذا الدين دعمه بعد سقوط ماكسميليان روبسبيار. تم حظره رسميا من قبل القنصل الاول نابليون بونابرت في عام 1802.

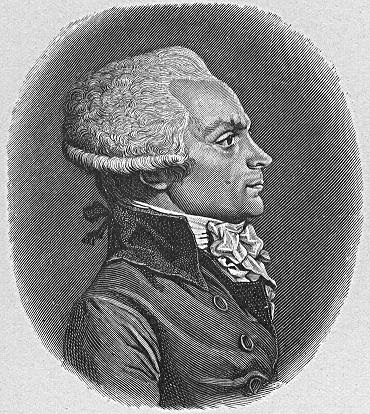
ماكسميليان روبسبيار (1758–1794)